# Sommelonne
Sommelonne és un municipi francès situat al departament del Mosa i a la regió del Gran Est. L'any 2007 tenia 501 habitants.

## Demografia

### Població
El 2007 la població de fet de Sommelonne era de 501 persones. Hi havia 192 famílies, de les quals 36 eren unipersonals (24 homes vivint sols i 12 dones vivint soles), 68 parelles sense fills i 88 parelles amb fills.
La població ha evolucionat segons el següent gràfic:
Habitants censats

### Habitatges
El 2007 hi havia 215 habitatges, 193 eren l'habitatge principal de la família, 8 eren segones residències i 14 estaven desocupats. 207 eren cases i 8 eren apartaments. Dels 193 habitatges principals, 171 estaven ocupats pels seus propietaris, 18 estaven llogats i ocupats pels llogaters i 4 estaven cedits a títol gratuït; 11 tenien dues cambres, 12 en tenien tres, 41 en tenien quatre i 129 en tenien cinc o més. 164 habitatges disposaven pel capbaix d'una plaça de pàrquing. A 55 habitatges hi havia un automòbil i a 121 n'hi havia dos o més.

### Piràmide de població
La piràmide de població per edats i sexe el 2009 era:
| Homes | Edats   | Dones |
| ----- | ------- | ----- |
| 0     | 95 o +  | 0     |
| 0     | 90 a 94 | 0     |
| 4     | 85 a 89 | 4     |
| 0     | 80 a 84 | 8     |
| 20    | 75 a 79 | 8     |
| 8     | 70 a 74 | 12    |
| 8     | 65 a 69 | 12    |
| 16    | 60 a 64 | 8     |
| 0     | 55 a 59 | 4     |
| 28    | 50 a 54 | 20    |
| 24    | 45 a 49 | 16    |
| 24    | 40 a 44 | 32    |
| 12    | 35 a 39 | 16    |
| 16    | 30 a 34 | 8     |
| 20    | 25 a 29 | 16    |
| 8     | 20 a 24 | 4     |
| 16    | 15 a 19 | 28    |
| 8     | 10 a 14 | 24    |
| 28    | 5 a 9   | 16    |
| 8     | 0 a 4   | 16    |

## Economia
El 2007 la població en edat de treballar era de 338 persones, 254 eren actives i 84 eren inactives. De les 254 persones actives 233 estaven ocupades (127 homes i 106 dones) i 21 estaven aturades (13 homes i 8 dones). De les 84 persones inactives 44 estaven jubilades, 23 estaven estudiant i 17 estaven classificades com a «altres inactius».

### Ingressos
El 2009 a Sommelonne hi havia 193 unitats fiscals que integraven 510,5 persones, la mediana anual d'ingressos fiscals per persona era de 19.151 €.

### Activitats econòmiques
Dels 5 establiments que hi havia el 2007, 2 eren d'empreses de fabricació d'altres productes industrials, 1 d'una empresa de comerç i reparació d'automòbils, 1 d'una empresa immobiliària i 1 d'una entitat de l'administració pública.

## Equipaments sanitaris i escolars
El 2009 hi havia una escola elemental integrada dins d'un grup escolar amb les comunes properes formant una escola dispersa.

## Poblacions més properes
El següent diagrama mostra les poblacions més properes.